# Jay Roach
Mathew Jay Roach (n. 14 iunie 1957, Albuquerque, New Mexico, SUA) este un regizor de film american. A regizat filme ca Un socru de coșmar, trei filme Austin Powers sau Cină pentru fraieri.

## Filmografie
- Austin Powers și organizația secretă (1997)
- Austin Powers 2 - Spionul care mi-a tras-o (1999)
- Hochei în Alaska (1999)
- Un socru de coșmar (2000)
- Austin Powers in Goldmember (2002)
- Doi cuscri de coșmar (2004)
- Cină pentru fraieri (2010)
- Campania (2012)
- Trumbo (2015)
- Bombshell (2019)

TV
- Alegeri americane (2008)
- Jocul se schimbă (2012)
- Până la capăt (2016)
- Coastal Elites (2020)